# Evangelische Kirche (Gleimenhain)

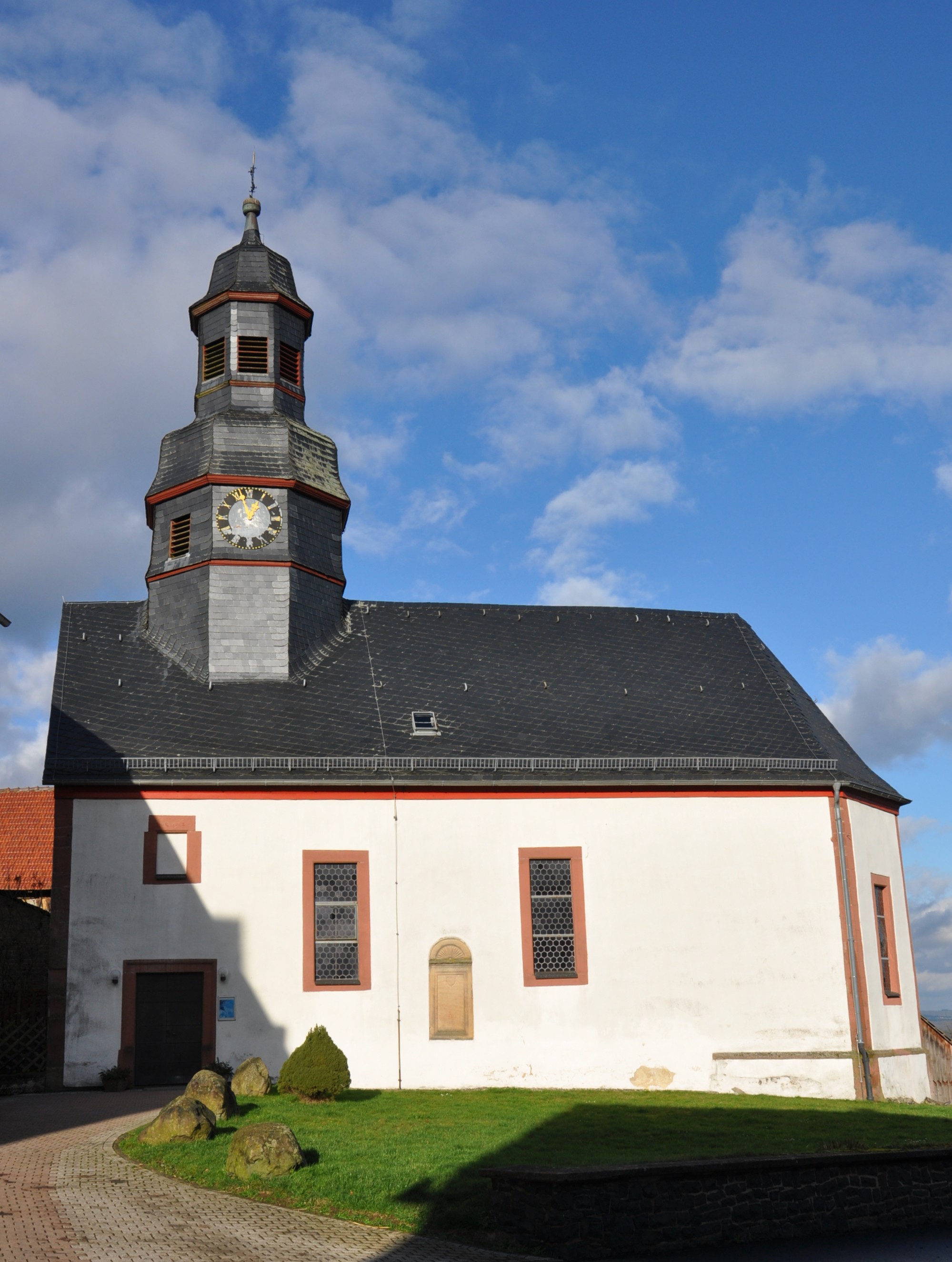
Evangelische Kirche Gleimenhain

Die Evangelische Kirche Gleimenhain ist ein denkmalgeschütztes Kirchengebäude, das im Ortsteil Gleimenhain der Stadt Kirtorf im Vogelsbergkreis (Hessen) steht. Die Kirchengemeinde gehört zum Dekanat Vogelsberg in der Propstei Oberhessen der Evangelischen Kirche in Hessen und Nassau.

## Beschreibung
Die heutige barocke Kirche steht auf romanischen Grundmauern. Das romanische Langhaus wurde 1529 umgebaut und 1592 von Gerhard Kirchner erweitert. Der gotische Chor wurde 1728/29 aufgestockt. Im 18. Jahrhundert wurde dem Satteldach des Langhauses ein achteckiger Dachreiter aufgesetzt, der den Glockenstuhl und die Turmuhr beherbergt. Er ist bedeckt mit einer glockenförmigen Haube, auf der eine Laterne sitzt. 
Der Innenraum ist mit einer Flachdecke überspannt, die von einer Stütze in der Mitte und Kopfbändern getragenen wird. Die Brüstungen der im 17. Jahrhundert eingebauten Emporen sind mit Aposteln und Evangelisten bemalt. Die Orgel mit neun Registern, einem Manual und einem Pedal wurde 1837 von Johann Hartmann Bernhard gebaut.